# Apsley Cherry-Garrard
Apsley George Benet Cherry-Garrard (Bedford, 2 gennaio 1886 – 18 maggio 1959) è stato uno zoologo ed esploratore britannico.
Ha partecipato alla spedizione Terra Nova di Robert Falcon Scott in Antartide.
Figlio di un ufficiale dell'esercito, si laurea ad Università di Oxford.
Nel 1910, all'età di 24 anni, grazie anche ad una generosa donazione, viene scelto da Robert Falcon Scott come membro per la spedizione Terra Nova in Antartide con il ruolo di assistente biologo.
Nel 1922 Cherry-Garrard racconta la sua esperienza nel libro The Worst Journey in the World, incentrato sulla sua spedizione invernale a capo Crozier e suo tentativo di ricerca del gruppo di Scott di ritorno dal Polo Sud. Ancora oggi, il libro è spesso citato come esempio di letteratura di viaggio.